# Тонэ (бронепалубный крейсер)
«Тонэ» (яп. 利根 в честь одноимённой реки) — японский бронепалубный крейсер.
Крейсер был заказан в рамках Программы постройки военных кораблей военного времени, принятой в самом начале Русско-японской войны весной 1904 года, но заложен уже после её окончания, в ноябре 1905 года. Его проект был подготовлен под руководством Мотоки Кондо, взявшего в качестве образца купленный ранее в Великобритании «Ёсино», но из-за сильных отличий от исходника считается тем не менее первым разработанным в Японии проектом крейсера. Постройка «Тонэ» велась Арсеналом флота в Сасэбо, и как в связи с отсутствием у верфи опыта строительства столь крупных кораблей, так и в связи с нехваткой финансирования заняла почти пять лет — флоту его передали 15 мая 1910 года.
По конструкции корпуса «Тонэ» выделялся своим клиперным форштевнем вместо традиционного таранного. Он стал последним японским крейсером, на котором всё ещё использовались поршневые машины. Броневая защита включала в себя прикрывающую энергетическую установку броневую палубу со скосами, плюс локальную защиту боевой рубки, орудий и торпедного отсека. Основное вооружение по сравнению с «Ёсино» было немного ослаблено и включало два 152-мм и десять 120-мм орудий.
Крейсер участвовал в Первой мировой войне. В 20-х годах он служил стационером в Китаем, был списан в 1931 году и потоплен к качестве мишени на учениях 30 апреля 1933 года.

## Проектирование и постройка
Сразу после принятия Программы расширения Третьего флота в июне 1903 года (по ней планировалось построить 3 эскадренных броненосца, 3 броненосных крейсера, 2 эсминца и канонерскую лодку) Японский императорский флот начал подготовку дополнительной программы. По её проекту исходно планировался заказ 2 эскадренных броненосцев, 4 броненосных и 3 бронепалубных крейсеров, 28 эсминцев, 3 миноносцев и 13 «специальных миноносцев» (подводных лодок). С изменениями (число бронепалубных крейсеров сокращено до одного, место 3 миноносцев заняли эсминцы) она была принята уже после начала Русско-японской войны на 20-й чрезвычайной сессии японского парламента (20—30 марта 1904 года) как Программа постройки боевых кораблей военного времени. Единственный бронепалубный крейсер получил по программе временное обозначение — крейсер 2-го класса «А», но до окончания боевых действий заложен так и не был.
Проектирование крейсера 2-го класса велось под руководством капитана 1-го ранга Мотоки Кондо из третьей секции Морского технического департамента (МТД). За основу были взяты чертежи «эльсвикского» бронепалубного крейсера «Ёсино», купленного в Великобритании и включённого в состав ЯИФ более чем за 10 лет до этого, в 1894 году (4150 тонн, 109,73×14,22×5,18 м, скорость 22,5 узла при мощности 15 750 л. с., 4 152-мм и 8 120-мм орудий). Итоговый результат, однако, достаточно далеко ушёл от «Ёсино» (в том числе по внешнему виду, ставшему изящным благодаря клиперному форштевню, трём дымовым трубам вместо двух и скошенным мачтам) и считается первым разработанным в Японии проектом крейсера.
30 сентября 1905 года крейсер 2-го класса «А» получил имя «Тонэ» в честь протекающей по равнине Канто реки. На стапеле Арсенала флота в Сасэбо он был заложен 27 ноября того же года. Ранее эта верфь занималась лишь постройкой миноносцев водоизмещением до 110 тонн («Тонэ» и 4 381-тонных эсминца той же программы стали вообще первыми сколько-нибудь крупными кораблями, на ней построенными), что в совокупности с финансовыми проблемами привело к затягиванию строительства, занявшего в итоге более 53 месяцев. На воду крейсер был спущен 27 ноября 1907 года, прошёл ходовые испытания 13 апреля 1910 года и 15 мая того же года был передан флоту.

## Конструкция

### Корпус и компоновка
Как и «Ёсино», «Тонэ» имел корпус с относительно умеренным соотношение длины к ширине в 8,0, рассчитанный на максимальную скорость 22-23 узла. Основным конструкционным материалом была мягкая сталь. Форштевень вместо таранного (как на «Ёсино») стал клиперным — он постепенно поднимался в подводной части длиной 12,2 м и резко в надводной длиной 4,88 м, с изгибом на самом верху. Подобная же форма была и ахтерштевня — в подводной части длиной 15,86 м он тоже постепенно поднимался, неся ближе к концу её балансирный руль (площадью 13,47 квадратных метров), и резче поднимался в надводной длиной 8,235 м. На верхней палубе в центральной части корпуса размещалось 9 шлюпок, в том числе 6 больших и 3 малых.
Метацентрическая высота крейсера составляла при нормальном водоизмещении 0,78 м, возвышение центра тяжести над ватерлинией — 2,15 м. Для уменьшения бортовой качки на корпус были установлены скуловые кили длиной 47,7 м и максимальной шириной 0,5 м.
Распределение веса элементов крейсера выглядело следующим образом:
|                          | Масса, т | В процентах |
| ------------------------ | -------- | ----------- |
| Корпус и снаряжение      | 1778,0   | 43,31 %     |
| Броневая защита          | 458,0    | 11,16 %     |
| Вооружение               | 261,0    | 6,36 %      |
| Энергетическая установка | 1059,0   | 25,80 %     |
| Топливо (уголь)          | 300      | 7,31 %      |
| Оборудование             | 249,0    | 6,06 %      |
| Водоизмещение нормальное | 4105,0   | 100 %       |

### Броневая защита
Основой защиты крейсера была броневая палуба, при длине 66,75 м прикрывавшая энергетическую установку. Она собиралась из двух слоёв 19-мм плит мягкой стали, бортовые скосы (под углом 30°, ширина — 2,59 м) дополнительно усиливались 38-мм плитами никелевой стали — суммарная их толщина составляла 76 мм. Пространство между броневой палубой и расположенной над ней средней палубой было занято угольными бункерами, как и между бортом и отсеками энергетической установки.
Расположенный на средней палубе в корме торпедный отсек имел стенки из 25,4-мм крупповской брони и потолок из 12,7-мм мягкой стали. Боевая рубка же защищалась 102-мм плитами крупповской брони.

### Энергетическая установка
На крейсер были установлены две паровые машины суммарной мощностью 15000 л. с. (11,032 МВт) при 160 об/мин, обеспечивавшие максимальную проектную скорость в 23 узла. Обе они были вертикальными, тройного расширения, четырёхцилиндровыми (диаметры цилиндров — 0,89, 1,32, 1,50 и 1,50 м, их ход — 0,84 м), работающими напрямую на гребные валы. «Тонэ» стал последним строившимся для ЯИФ крейсером, оснащённым паровыми машинами.
Пар для машин производили шестнадцать водотрубных котлов с трубками большого диаметра конструкции Миябара. Котлы были расположены в трёх котельных отделениях (четыре — в первом и по шесть — во втором и третьем) общей длиной 37,82 м, продукты сгорания от них выводились в три дымовые трубы (одна на каждое котельное отделение). Рабочее давление насыщенного пара — 15,9 кгс/см². Все котлы имели смешанное отопление, нормальный запас топлива составлял по проекту 124 тонны мазута и 903 тонны угля.
На ходовых испытаниях 13 апреля 1910 года в районе Миэ «Тонэ» достиг скорости в 23,368 узла при водоизмещении 4103 тонны, мощности машин 15 215 л. с. и дифференте на корму 0,585 м.

### Вооружение
Основное вооружение крейсера состояло из двух 152-мм орудий тип 41 с длиной ствола 45 калибров (по одному на полубаке и юте) и десяти 120-мм орудий тип 41 с длиной ствола 40 калибров (два в задней части полубака, восемь на верхней палубе в центральной части корпуса, симметрично по бортам). Все орудия располагались на тумбовых установках и были оснащены броневыми щитами. По числу и размещению основных орудий «Тонэ» повторял прототип — «Ёсино», с тем отличием, что для уменьшения верхнего веса два 152-мм орудия были заменены на 120-мм. Погреба боекомплекта были сосредоточены в оконечностях под средней палубой — носовые перед первым котельным отделением, меньшие по размерам кормовые за машинными отделениями.
Дополнительно имелись два 76-мм тип 41 с длиной ствола 23 калибра (по бортам от первой дымовой трубы), два 6,5-мм пулемёта Максима (на переднем мостике) и четыре 90-см прожектора Сименса-Шуккерта (по два на переднем и заднем мостиках). Торпедное вооружение включало в себя три 450-мм неподвижных однотрубных торпедных аппарата на средней палубе (один в ахтертевне, два по бортам под кормовым мостиком) с общим боекомплектом в 6 торпед. Торпеды хранились рядом с аппаратами в пеналах, для их перемещения на средней палубе в корме имелась система рельсов, загружались они через специальную дверь в левом борту.

### Экипаж и условия обитаемости
Экипаж крейсера составлял 370 человек. Жилые помещения находились на средней палубе, в полубаке и юте и были скомпонованы традиционно: кубрики матросов находились в носовой части (до котельного отделения № 1), каюты офицеров — далее в сторону кормы.

## История службы
После вступления в строй «Тонэ» 15 июля 1910 года был зачислен в состав Первого флота. С 1 декабря того же года он вместе с броненосным крейсером «Курама» был передан во Второй флот. Оба этих корабля под флагом командующего флотом вице-адмирала Хаяо Симамура 1 апреля 1911 года покинули Йокосуку, направляясь в Европу. 24 июня они участвовали в морском смотре в Спитхэде по случаю коронации Георга V, на обратном пути прошли через Средиземное море и вернулись в Японию 12 ноября 1911 года.
С началом Первой мировой войны крейсер «Тонэ» в качестве флагмана 2-й флотилии эсминцев 2-й эскадры Соединенного флота принял участие в осаде Циндао.
С февраля 1916 года вошёл в состав 3-й эскадры Соединенного флота, и базируясь в Сингапуре занимался патрулированием в Индийском океане.
С 1 апреля 1924 по 31 января 1925 и с 1 декабря 1925 по 30 ноября 1929 «Тонэ» нёс службу стационара на реке Янцзы в районе Шанхая. С 30 ноября 1929 года крейсер был выведен в резерв четвёртой категории и стал на прикол в Сасэбо.
1 апреля 1931 года «Тонэ» был вычеркнут из списков флота, получив обозначение «Исключённое судно № 2» («Хай Кан № 2»). В ходе учений в апреле 1933 года бывший крейсер использовался в качестве мишени для тяжёлых крейсеров «Аоба», «Кинугаса» и «Како», отрабатывавших применение 200-мм полубронебойных снарядов с новыми взрывателями. Окончательно он был потоплен 30-кг бомбами истребителей морской авиации 30 апреля.